# Manuel Ignacio de Vivanco
Manuel Ignacio de Vivanco, né le 15 juin 1806 à Valparaíso (Chili), mort le 16 septembre 1873 à Lima (Pérou), est un militaire et homme d'État péruvien.
Il est président de la République autoproclamé du 20 mars 1843 au 17 juillet 1844.